# Cheick Oumar Ballo
Pour les articles homonymes, voir Ballo.
Cheick Oumar Ballo, né le 10 novembre 1989, est un footballeur malien.

## Biographie
En championnat national, il joue dans l’équipe du Club Olympique de Bamako après avoir joué à l'Association sportive de Korofina. 
Il joue en 2009 avec l’équipe nationale du Mali,.